# Brecha en el silencio
Brecha en el silencio é um filme de drama venezuelano de 2012 dirigido e escrito por Luis Rodríguez e Andrés Rodríguez. Foi selecionado como representante da Venezuela à edição do Oscar 2014, organizada pela Academia de Artes e Ciências Cinematográficas.

## Elenco
- Vanessa Di Quattro
- Juliana Cuervos
- Rubén León
- Carmily Artígas
- Jonathan Pimentel